# Tale of the Mummy
Tale of the Mummy és una pel·lícula de l'any 1998 dirigida per Russell Mulcahy i les participacions de Jason Scott Lee, Jack Davenport, Louise Lombard i Christopher Lee.

## Argument
Segles enrere a l'antic Egipte, sota les ardents sorres, un despietat príncep va ser sepultat i la seva tomba maleïda perquè cap home tornés a sofrir els seus horrors. Segles més tard, un grup d'arqueòlegs dirigits per Sir Richard Turkel (Christopher Lee) troben i obren la tomba. Ignorant les advertències de la tomba, s'endinsen en ella, alliberant l'horror, i tots els membres del grup desapareixen. Algunes dècades més tard a Londres, es prepara una exposició per mostrar al món l'única cosa que va ser recuperada de la tomba: les benes de la mòmia. Aviat, els horrors alliberats anys abans recauen en un grup d'arqueòlegs dirigits per la neta de Turkel, Sam (Louise Lombard), en el seu intent per descobrir els orígens de la llegenda del sanguinari Príncep Tal·lus.

## Repartiment
- Jason Scott Lee és Riley.
- Louise Lombard és Samantha Turkel.
- Sean Pertwee és Bradley Cortese.
- Lysette Anthony és Dr. Claire Mulrooney.
- Michael Lerner és Professor Marcus.
- Jack Davenport és Detectiu Bartone.
- Honor Blackman és Captain Shea.
- Christopher Lee és Sir Richard Turkel.
- Shelley Duvall és Edith Butros.
- Gerard Butler és Burke.
- Jon Polito és Parsons.
- Ronan Vibert és Young.
- Bill Treacher és Stuart.
- Elizabeth Power és Mary.
- Roger Morrissey és The Mummy.